# Сучу Олександр Володимирович
Олександр Володимирович Сучу (нар. 22 січня 1990, Севастополь, УРСР) — український та російський футболіст, нападник, футбольний тренер.

## Кар'єра гравця
Вихованець севастопольської СДЮШОР-5. Футбольну кар'єру розпочав у складі «Севастополя». Дебютував у футболці клубу з однойменного міста 15 серпня 2006 року в програному (1:5) виїзному поєдинку 3-го туру групи Б Другої ліги проти запорізького «Металург-2». Олександр вийшов на поле на 88-й хвилині, замінивши Ервіна Меметова. Першу частину сезону 2007/08 років провів в оренді в білоцерківській «Росі», у футболці якої в Другій лізі зіграв 3 поєдинки. Дебютним голом у професіональному футболі відзначився 20 липня 2008 року за «Севастополь-2» на 16-й хвилині програному (2:3) виїзному поєдинку 1-го туру групи Б Другої ліги проти дніпродзержинської «Сталі». Сучу вийшов на поле в стартовому складі, а на 29-й хвилині його замінив Євген Прокопенко. Дебютним голом за першу команду відзначився 9 серпня 2009 року на 72-й хвилині 4-го туру Першої ліги проти бурштинського «Енергетика». Олександр вийшов на поле на 65-й хвилині, замінивши Ервіна Меметова. У футболці севастопольського клубу у чемпіонатах України зіграв 39 матчів, в яких відзначився 3 голами, ще 3 поєдинки провів у кубку України.
Під час зимової перерви сезони 2010/11 років переїхав до Молдови, де підсилив «Іскру-Сталь». У новій команді дебютував 16 лютого 2011 року в переможному (1:0) виїзному поєдинку 22-го туру Національного дивізіону Молдови проти «Ністру». Олександр вийшов на в стартовому складі, а на 63-й хвилині його замінив Володимир Тарану. Дебютним голом в елітному дивізіоні чемпіонату Молдови відзначився 20 лютого 2011 року на 59-й хвилині програного (1:2) домашнього поєдинку проти «Дачії» (Кишинів). Сучу вийшов на поле в стартовому складі, а на 80-й хвилині його замінив Володимир Тарану. У команді провів півтора сезони, за цей час у Національному дивізіоні зіграв 23 матчі (9 голів), ще 1 поєдинок провів у кубку Молдови.
У 2012 році повернувся до України, де підписав контракт з «Севастополем-2», але в офіційних матчах за команду не грав. Після окупації Кримського півострова отримав російське громадянство. З 2015 по 2019 року виступав за маловідомі кримські клуби.

## Кар'єра тренера
Ще будучи гравцем розпочав тренерську діяльність. З 2014 року тренував дітей у СДЮШОР-3 (Севастополь), з липня 2015 року допомагав тренувати фейковий «Севастополь-2». З серпня 2015 року тренував юнацьку команду «Вікторія» (Севастополь), а з 2019 року — головний тренер дорослої команди клубу.

## Досягнення
«Севастополь»
- Перша ліга України
  -  Чемпіон (1): 2009/10

«Іскра-Сталь»
- Кубок Молдови
  -  Володар (1): 2010/11

- Суперкубок Молдови
  -  Фіналіст (1): 2011